# Mladi Radnik Požarevac
FK Mladi Radnik (serb. Фудбалски клуб Млади pадник) – serbski klub piłkarski z siedzibą Požarevcu. Został założony w 1926 roku.